# Gilbert Vilhon
Gilbert Vilhon, né le 19 mars 1927 à Marseille et mort le 22 novembre 1987 à Clichy, est un comédien, ancien élève du Conservatoire national supérieur d'art dramatique de Paris, promotion de 1951.

## Théâtre

### 1943-1949
- 1943 : Compagnie Claude Montreuil 
  - Le Barbier de Séville de Beaumarchais
  - Les Fourberies de Scapin de Molière
- 1944 : octobre. Premier contact avec la Radio
- 1945 : Le Barbier de Séville de Beaumarchais (février)
  - Compagnie André Lizzani Premier contrat professionnel.
  - Cours d'Hanny James. 1er Prix
- 1946 : 
  - Le Cid de Corneille (février)
  - Polyeucte de Corneille (février)
  - Le Barbier de Séville de Beaumarchais  (mars)
  - Dans la Compagnie André Lizzani. Premier contrat professionnel. Il participe aux Cours d'Hanny James et obtient un 1er Prix.
- 1947 : Entrée au Conservatoire de Paris. 14 octobre.
  - puis Service Militaire.
- 1949 : 
  - Polyeucte de Corneille (février) Cirque de Rouen
  - Andromaque de Racine
  - L'Avare de Molière mise en scène Marius Marseille
  - Horace de Corneille devant le Palais de Justice
  - 1er Concours, juillet 1949
  - Nicomède de Corneille (novembre) au Conservatoire

### 1950-1959
- 1950 : 
  - Le Legs de Marivaux (janvier)
  - Le Barbier de Séville de Beaumarchais (mars)
  - Retransmission télévisé du Barbier de séville
  - Britannicus de Racine, mise en scène Julien Bertheau
  - Andromaque de Racine, mise en scène G. Carreyre (septembre)
  - La Reine morte de Henry de Montherlant (décembre)
  - Britannicus de Racine (décembre)
- 1951 : 
  - Radio : Le Chien Coiffé / Juliette Clinchard
- 1952 : 
  - Quelques mois dans la compagnie Renaud Barrault
  - La Répétition ou l'Amour puni de Jean Anouilh (A vérifier)
  - Hamlet de Shakespeare, mise en scène Jean-Louis Barrault (juin)
  - En avril : La Nuit des Rois de Shakespeare, mise en scène Jean Deninx
  - Les Caprices de Marianne de Alfred de Musset, mise en scène G. Carreyre. Jouée à Toulon.
- Festival de Montfort-le-Rotrou : 
  - Le Mystère de la Passion, mise en scène Roger Iglesis
- 1953 : 
  - Le Barbier de Séville de Beaumarchais, mise en scène Albert Médina
  - La Passion de Notre Sauveur Jésus-Christ. Arnould Grébau, mise en scène Roger Iglesis (juin)Diction à la salle André Baugé.
- Radio : Les Vertes Années
- 1954:  La comédie de l'EST
- Tessa de Giraudoux mise en  scène: Michel St Denis
- Le Misanthrope de Molière, mise en scène Daniel Leveugle, Théâtre Melingue
- La Passion, Mystère de Paques, Lanza del Vasto, église de la Trinité (avril)
- Processionnal de Jeanne de François Évain
- Le Comédien pris à son jeu de Henri Ghéon
- Ondine de Jean Giraudoux, Représentation au Pré Catelan, puis Festival des Nuits de Bourgogne
- Le Mystère du Grand St Yves de Jean Bergeaud, mise en scène Maurice Leroy,
- Tournée en AFRIQUE puis à l'ile Maurice avec le Théâtre de l'Union Française
- en compagnie de Claude Piéplu
- Le Nouveau Testament de Sacha Guitry, mise en scène Léon Walther
- Zoé de Jean Marsan, mise en scène Christian Gérard, Comédie Wagram :Saint-Denis,
- La répétition ou l'amour puni, Jean Anouilh, mise en scène Jean louis Barrault
- Amphitryon 38 de Jean Giraudoux, mise en scène Pierre Valde
- J'y suis, j'y reste de Raymond Vincy et Jean Valmy, mise en scène J. Y. Daubin
- Le Cid de Corneille, mise en scène Henri Rollan
- L’école des femmes de Molière, mise en scène Claude Piéplu
- Tournée en AFRIQUE puis à l'ile Maurice
- avec : l’école des femmes/ Le nouveau testament/Amphitryon 38/J'y suis j'y reste(cf ci-dessus) et Le Barbier de seville mise en scène P.DUX
- 1955 : Juge de son honneur ou l'Alcade de Zalamea de Pedro Calderón de la Barca, mise en scène Daniel Leveugle, Comédie de l'Est
- 1955 : Un caprice d'Alfred de Musset, mise en scène Daniel Leveugle, Comédie de l'Est
- 1956 : Les Justes d'Albert Camus, mise en scène Daniel Leveugle, Comédie de l'Est
- 1957 : Un imbécile de Luigi Pirandello, mise en scène Daniel Leveugle, Comédie de l'Est
- 1957 : Saint-Just de Jean-Claude Brisville, mise en scène Daniel Leveugle, Comédie de l'Est
- 1957 : Pauvre Bitos ou le Dîner de têtes de Jean Anouilh, mise en scène de l'auteur et Roland Piétri, Comédie des Champs-Élysées, Théâtre des Célestins
- 1958 : Procès à Jésus de Diego Fabbri, mise en scène Marcelle Tassencourt, Théâtre Hébertot, Théâtre des Célestins

### 1960-1969
- 1960 : Les Âmes mortes de Nicolas Gogol, mise en scène Roger Planchon, Théâtre de la Cité de Villeurbanne, Odéon-Théâtre de France
- 1961 : Édouard II de Christopher Marlowe, mise en scène Roger Planchon, Théâtre de la Cité de Villeurbanne, Théâtre des Champs-Élysées
- 1961 : Schweik dans la Seconde Guerre mondiale de Bertolt Brecht, mise en scène Roger Planchon, Théâtre des Champs-Élysées
- 1962 : La Folie Rostanov d'Yves Gasc, mise en scène Maurice Guillaud, Théâtre Montansier
- 1963 : La Grande Oreille de Pierre-Aristide Bréal, mise en scène Jacques Fabbri, Théâtre de Paris
- 1964 : L'Aquarium d'Aldo Nicolaï, mise en scène Jacques Fabbri, Théâtre de Paris, Théâtre des Célestins
- 1965 : Danton ou la Mort de la République de Romain Rolland, mise en scène Jean Deschamps, Festival du Marais Hôtel de Béthune-Sully
- 1965 : L'Envers d'une conspiration d'Alexandre Dumas, mise en scène Jacques Fabbri, Théâtre de Paris
- 1966 : Le Procès d'Emile Henry, tragédie-montage d'Antoine Vitez, Théâtre-Maison de la culture de Caen
- 1967 : Les Bains de Vladimir Maïakovski, mise en scène Antoine Vitez, Théâtre-Maison de la culture de Caen, tournée en France, Algérie, Belgique et Suisse
- 1967 : Les Visions de Simone Machard de Bertolt Brecht, mise en scène Gabriel Garran, Théâtre de la Commune
- 1968 : Les Visions de Simone Machard de Bertolt Brecht, mise en scène Gabriel Garran, Théâtre-Maison de la culture de Caen
- 1969 : Le Brave Soldat Sveik d’après le roman de Jaroslav Hašek, mise en scène José Valverde, Théâtre Hébertot

### 1970-1979
- 1970 : Le Précepteur de Jakob Michael Reinhold Lenz, mise en scène Antoine Vitez, Théâtre de l'Ouest parisien
- 1970 : La Mouette d'Anton Tchekhov, mise en scène Antoine Vitez, Théâtre du Midi Carcassonne, tournée
- 1970 : Cyrano de Bergerac d'Edmond Rostand, mise en scène Jean Deschamps, Festival de la Cité Carcassonne, festivals d'été
- 1970 : La Guerre de Troie n'aura pas lieu de Jean Giraudoux, mise en scène Yves Kerboul, Théâtre du Midi Festival de la Cité Carcassonne, festivals d'été
- 1971 : Le Chevalier au pilon flamboyant de Francis Beaumont, John Fletcher, mise en scène Aristide Demonico, Théâtre Gérard Philipe, Théâtre des Célestins
- 1972 : L'Annonce faite à Marie de Paul Claudel, mise en scène Hubert Gignoux, Festival de la Cité Carcassonne
- 1973 : La Fausse Suivante de Marivaux, mise en scène José Valverde, Théâtre Gérard Philipe, tournée
- 1973 : Mère courage et ses enfants de Bertolt Brecht, mise en scène José Valverde, Théâtre Gérard Philipe
- 1974 : Chili Vencera de Jean Fondone, mise en scène José Valverde, Théâtre Gérard Philipe
- 1974 : Autour du Barbier de Séville d'après Gioacchino Rossini, mise en scène José Valverde, Théâtre Gérard Philipe
- 1974 : Ruy Blas de Victor Hugo, mise en scène José Valverde, Théâtre Gérard Philipe, Théâtre de Nice
- 1976 : Scédase ou l'hospitalité violée d'après Alexandre Hardy, mise en scène Daniel Mesguich, Théâtre Paris-Nord
- 1977 : Iphigénie hôtel de Michel Vinaver, mise en scène Antoine Vitez, Théâtre des Quartiers d'Ivry
- 1978 : Tambours dans la nuit de Bertolt Brecht, mise en scène Yvon Davis, Théâtre de Gennevilliers
- 1978 : L'École des femmes de Molière, mise en scène Antoine Vitez, Festival d'Avignon, Festival d'automne à Paris au Théâtre de l'Athénée-Louis-Jouvet
- 1978 : Tartuffe de Molière, mise en scène Antoine Vitez, Festival d'Avignon, Festival d'automne à Paris au Théâtre de l'Athénée-Louis-Jouvet
- 1978 : Dom Juan de Molière, mise en scène Antoine Vitez, Festival d'Avignon, Festival d'automne à Paris au Théâtre de l'Athénée-Louis-Jouvet
- 1978 : Le Misanthrope de Molière, mise en scène Antoine Vitez, Festival d'Avignon, Festival d'automne à Paris au Théâtre de l'Athénée-Louis-Jouvet
- 1979 : L'École des femmes de Molière, mise en scène Antoine Vitez, Nouveau théâtre de Nice, Festival d'automne à Paris au Théâtre de la Porte-Saint-Martin
- 1979 : Dom Juan de Molière, mise en scène Antoine Vitez, Nouveau théâtre de Nice, Festival d'automne à Paris au Théâtre de la Porte-Saint-Martin
- 1979 : Le Misanthrope de Molière, mise en scène Antoine Vitez, Nouveau théâtre de Nice, Festival d'automne à Paris
- 1979 : Tartuffe de Molière, mise en scène Antoine Vitez, Nouveau théâtre de Nice, Festival d'automne à Paris

### 1980-1987
- 1981 : Faust de Goethe, mise en scène Antoine Vitez, Théâtre national de Chaillot
- 1981 : Tombeau pour cinq cent mille soldats de Pierre Guyotat, mise en scène Antoine Vitez, Théâtre national de Chaillot
- 1982 : Schliemann de Bruno Bayen, mise en scène de l'auteur, Théâtre national de Chaillot
- 1983 : Hamlet de William Shakespeare, mise en scène Antoine Vitez, Théâtre national de Chaillot
- 1983 : Le Prince travesti de Marivaux, mise en scène Antoine Vitez, Théâtre national de Chaillot
- 1984 : La Cruche cassée de Heinrich von Kleist, mise en scène Bernard Sobel, Théâtre de Gennevilliers
- 1984 : Le Prince travesti de Marivaux, mise en scène Antoine Vitez, Maison de la Culture de Grenoble
- 1985 : Ubu roi d’Alfred Jarry, mise en scène Antoine Vitez, Théâtre national de Chaillot
- 1986 : Le Théâtre d'Arlequin : Arlequin poli par l'amour de Marivaux, La Tête noire de Alain-René Lesage, mise en scène Daniel Soulier, Théâtre national de Chaillot
- 1987 : Le Mariage de Figaro de Beaumarchais, mise en scène Jean-Pierre Vincent, Théâtre national de Chaillot
- 1987 : Le Soulier de satin de Paul Claudel, mise en scène Antoine Vitez, Festival d'Avignon, Théâtre national de Chaillot

## Filmographie
- 1970 : Les Camisards de René Allio
- 1978 : Judith Therpauve de Patrice Chéreau
- 1981 : Au bon beurre d'Édouard Molinaro
- 1981 : Le Cocu magnifique de Marlène Bertin